# Shakawe
Shakawe – miasto w Botswanie, w dystrykcie North West. W 2008 liczyło 6 765 mieszkańców. W mieście znajduje się port lotniczy Shakawe.